# Byron Kennedy
Byron Eric Kennedy (18. august 1949 – 17. juli 1983) var en australsk filmproducer bedst kendt som medskaber af filmserien Mad Max sammen med George Miller.
Byron Kennedy begyndte at lave film med et 8-mm kamera og mødte George Miller, en medicinstuderende, på et filmværksted i den australske by Melbourne. I 1971 lavede Kennedy og Miller Violence in the Cinema med Kennedy som lys- og kameramand, medforfatter og medredaktør. Filmen blev lavet med en ganske lille besætning og vandt en sølvpris i fiktionsdelen af Australian Film Institute-priserne i 1972. Som modtager af et rejselegat fra den australske film- og tv-skole rejste Kennedy gennem tredive lande; denne rejse skærpede hans sans for filmsprogets internationale sprog yderligere. Hans passion for film og nysgerrighed omkring fremstillingsprocessen var enorm. På en anden lavbudgetfilm, ‘’Come Out Fighting’’ (1973), arbejdede han som lys- og kameramand.
Med Kennedy som producer, og Miller som instruktør, brugte de mere end et år på at forberede filmen Mad Max, og to år på at skaffe pengene. Tredive ikke-statslige investorer satte 380.000 dollars op, og optagelserne begyndte i foråret 1977. Fokus på vejraseri og blodbad udsprang fra Millers arbejde som læge, der behandlede ofre for bilulykker. Kritikere roste filmens tekniske glans, men Phillip Adams beskrev den som at have "hele Mein Kampfs moralske løft". Filmen lancerede Mel Gibsons karriere. Ved AFI-priserne i 1979 vandt ‘’Mad Max’’ juryens pris og dem for redigering, musik og lyd. I udlandet modtog den den særlige jurypris på Avoriaz International Festival of Fantastic Film. I slutningen af 1990'erne listede Guinness Rekordbog ‘’Mad Max’’ som den mest indbringende film på omkostning-til-indtægtsbasis.
‘’Mad Max 2’’, også kendt som The Road Warrior, blev filmet i 1981 på et betydeligt større budget. Det var en slående, ofte elektrificerende film, der udviste mere teknisk polering end sin forgænger. I ‘’Mad Max’’ blev en vis dialog overdøvet af maskinbrøl, mens ‘’Mad Max 2’’ var den første australske spillefilm blandet i stereo: Kennedy var en af lydmixerne. Filmen var en kritisk og kommerciel succes: Den vandt AFI-priser for instruktion, redigering, produktionsdesign, kostumedesign og lyd. I 1982 vandt den hovedprisen på Avoriaz Fantasy Film Festival og Los Angeles Film Critics Associations pris for bedste udenlandske film.
Kennedy Miller Entertainment Pty Ltd ændrede retning dramatisk i sin næste satsning. Med Kennedy som executive producer gik selskabet i gang med ‘’The Dismissal’’ (1983), en seks timers tv-miniserie om de politiske begivenheder i 1974-75.
Privat var Kennedy en genert og intens mand med mørkt skæg, og med en tør sans for humor. Som erfaren pilot fløj han den 17. juli 1983 sin helikopter over Burragorang-søen, nær Sydney, og styrtede ned, da motoren slog ud og han døde næste dag af sine kvæstelser.

## Eksterne referencer
- Byron Kennedy på Internet Movie Database (engelsk)
- Byron Kennedy på Filmdatabasen
- Byron Kennedy på Scope
- Byron Kennedy på Svensk Filmdatabas (svensk)
- Byron Kennedy på AlloCiné (fransk)
- Byron Kennedy på AllMovie (engelsk)
- Byron Kennedy på The Movie Database (engelsk)